# Иво Поповић Ђани
Иво Поповић Ђани (Џеронимо, 14. октобар 1915 — Београд, 23. децембар 1986) био је лекар-хирург, учесник Народноослободилачке борбе, професор Медицинског факултета у Београду и члан Црногорске академије наука и уметности (ЦАНУ).

## Биографија
Рођен је 14. октобра 1915. године у месту Џеронимо, у америчкој држави Аризона. У Америци је завршио основну школу, а након тога се са породицом преселио у Краљевину Југославију, где је наставио школовање. У Пећи је завршио гимназију. Потом је од 1935. године студирао на Медицинском факултету у Загребу, а дипломирао је на Медицинском факултету у Београду.
Био је учесник Народноослободилачког рата (НОР) од 1941. године. Радио је у партизанској болници у ослобођеној Фочи, у првој половини 1942. године, а касније је био у Санитету Прве пролетерске дивизије. Непосредно након рата био је начелник Санитета Тенковске армије ЈА, али је био демобилисан. Након демобилизације, био је један од оснивача болнице „Драгиша Мишовић” и начелник Хируршког одељења.
Године 1969. учествовао је у формирању Хируршког одељења Института за онкологију Медицинског факултета, а касније је постао његово начелник до одласка у пензију 1972. године. У време док је био начелник одељења, проф Ђани је проширио и модернизовао Хируршко одељење, организовао је одсек грудне хирургије, основао одељење интензивне неге, ангажовао се на усавршавању и специјализацији младих лекара и др, чиме је подигао стручни ниво рада и допринео већем угледу установе.
Био је велики љубитељ спорта, посебно кошарке. Децембра 1948. године је био један од оснивача Кошаркашког савеза Југославије (КСЈ) и његов први председник од 1948. до 1949. године.
Умро је 23. децембра 1986. године у Београду и сахрањен је у Алеји заслужних грађана на Новом гробљу у Београду.
Носилац је Партизанске споменице 1941. и других југословенских одликовања, међу којима су — Орден заслуга за народ са златном звездом, Орден братства и јединства за златним венцем, Орден рада са црвеном заставом, Орден за војне заслуге са великом звездом, два Ордена за храброст и Орден партизанске звезде са пушкама. Такође је добитник Октобарске награде града Београда за развој кардиоваскуларне хирургије и Награде АВНОЈ-а, коју је добио 1969. године.
Једна улица у београдском насељу Дедиње, у непосредној близини КБЦ „Драгиша Мишовић”, носи његово име.